# Stadio Spartak (Novosibirsk)
Lo Stadio Spartak (in russo Спартак стадион?) è uno stadio multiuso situato a Novosibirsk, in Russia. Ospita le partite casalinghe del Sibir' Novosibirsk in Pervij divizion, la seconda serie del calcio russo.
L'impianto si trova nei pressi del centro cittadino, ed è costruito su un antico cimitero, come dimostrato dalle ossa umane ritrovate durante gli scavi della vicina metropolitana. Lo stadio non è utilizzato solamente, ma è attrezzato anche per altri sport come atletica, pallacanestro, pallavolo, tennis e scherma.
Dal 2006 al 2008 lo stadio ha ospitato il Torneo Internazionale di calcio giovanile per i premi della Federazione calcistica della regione di Novosibirsk, che ha visto come partecipanti le formazioni giovanili di Ajax, Olympique Marsiglia, Celta Vigo, Legia varsavia, CSKA Mosca e i padroni di casa del Sibir' Novosibirsk.
Il 2 febbraio 2010, la Federcalcio russa si è riunita decretando che lo stadio è di categoria 1B, permettendo così al Sibir' di partecipare alle competizioni nazionali in casa e alle coppe, ad eccezione della fase finale.
La prima grande ristrutturazione dell'impianto è avvenuta due anni dopo l'apertura. Nel 1952 lo stadio è stato chiuso per lavori, a causa dello stato di degrado. Nel 2004 sono stati sostituiti il tetto e il sistema audio. Infine nel 2011 è stato sostituito il tabellone.